# Arne Bendiksen
Arne Bendiksen, né le 19 octobre 1926 à Bergen et mort le 26 mars 2009, est un auteur-compositeur-interprète norvégien. Il est décrit comme « le père de la pop musique » en Norvège. Il a représenté la Norvège au Concours Eurovision de 1964 avec la chanson Spiral.

## Biographie
Arne Bendiksen meurt le 26 mars 2009 d'une crise cardiaque.

## Chansons
- 1963 : Ich kauf’ mir lieber einen Tirolerhut
- 1964 : Spiral, pour l'Eurovision
- 1967 : En mann og en kvinne, reprise de Un homme et une femme

## Studio
- Arne Bendiksen Studio, à Oslo